# Hemitriccus iohannis
El titirijí de Johannes (Hemitriccus iohannis), también denominado picochato amazónico (en Colombia), tirano-todi de Johannes (en Ecuador y Perú), mosqueta de Johanne o titirijí de Joao,  es una especie de ave paseriforme de la familia Tyrannidae perteneciente al numeroso género Hemitriccus. Es nativa de América del Sur en la cuenca amazónica occidental.

## Distribución y hábitat
Se distribuye por el suroeste de la Amazonia en el este de Perú (al sur hasta Madre de Dios), oeste de Brasil (hacia el este hasta los altos ríos Solimões, Juruá y Purus) y norte de Bolivia (Pando, Beni); también en localidades aisladas del sur de Colombia (Putumayo) y del este de Ecuador (Kapawi), y probablemente sea más diseminado.
Esta especie es considerada poco común en su hábitat natural: los bordes del bosque de galería y áreas llenas de arbustos cerca del agua de la Amazonia, a menos de 800 m de altitud.

## Descripción
Mide 11 cm de longitud y pesa entre 9 y 13 g. Ambos sexos presentan en las partes superiores plumaje de tonos de verde oliva; tienen anillo ocular ante oscuro con lores con tonos de ese color; la garganta teñida de amarillo y rayas oscuras y borrosas hasta el pecho; flacos verdosos y vientre amarillo; las alas tienen bordes amarillos formando tenues barras.

## Sistemática

### Descripción original
La especie H. iohannis fue descrita por primera vez por la ornitóloga germano - brasileña Maria Emilie Snethlage en 1907 bajo el nombre científico Euscarthmus iohannis; la localidad tipo es: «Monte Verde, Río Purus, Brasil».

### Etimología
El nombre genérico masculino «Hemitriccus» se compone de las palabras del griego « ἡμι hēmi» que significa ‘pequeño’, y « τρικκος trikkos»: pequeño pájaro no identificado; en ornitología, «triccus» significa «atrapamoscas tirano»; y el nombre de la especie «iohannis», proviene del latín «Johannes»: Juan y probablemente conmemora al recolector y taxidermista brasileño João Baptista de Sá (–1909).

### Taxonomía
Ya estuvo incluida en un género Idioptilon, junto a un grupo numeroso de especies actualmente en el presente y que tenía a Hemitriccus zosterops como especie tipo. También fue considerada conespecífica con Hemitriccus striaticollis, pero son simpátricas en varias localidades de Perú y Bolivia. Es monotípica.